# Lista de presidentes do Sudão do Sul
A seguir uma lista dos presidentes do Sudão do Sul, desde sua autonomia em 6 de abril de 1972. No dia 9 de julho de 2011, declarou-se independente do Sudão.

## História do cargo
A região meridional situada no Sudão, foi dominado pelo Sudão, declarado independente diante do Egito e do Reino Unido, em 1 de janeiro de 1956. Com termino da Primeira Guerra Civil Sudanesa em 27 de março de 1972, foi criado sua 1ª autonomia em 6 de abril de 1972, com a criação do cargo de presidente do Conselho Executivo, sob administração do presidente do Sudão, até sua abolição em 5 de junho de 1983. Em 9 de julho de 2005, foi criado sua 2ª autonomia, com a criação do cargo de presidente do Governo, também administrado pelo presidente do Sudão. Em 9 de julho de 2011, a região declarou sua independência, com criação do cargo de presidente.

## Lista de presidentes
(As datas em itálico indicam uma continuação de facto do cargo)
| Região Autônoma do Sul do Sudão (1972–1983)                 | Região Autônoma do Sul do Sudão (1972–1983) | Região Autônoma do Sul do Sudão (1972–1983) | Região Autônoma do Sul do Sudão (1972–1983) | Região Autônoma do Sul do Sudão (1972–1983) | Região Autônoma do Sul do Sudão (1972–1983)            | Região Autônoma do Sul do Sudão (1972–1983) | Região Autônoma do Sul do Sudão (1972–1983) |
| №                                                           | №                                           | Nome                                        | Nome                                        | Nascimento-Morte                            | Posse no cargo                                         | Saída do cargo                              | Partido político                            |
| ----------------------------------------------------------- | ------------------------------------------- | ------------------------------------------- | ------------------------------------------- | ------------------------------------------- | ------------------------------------------------------ | ------------------------------------------- | ------------------------------------------- |
| Presidentes do Conselho Executivo                           |                                             |                                             |                                             |                                             |                                                        |                                             |                                             |
|                                                             | 1                                           | Abel Alier                                  |                                             | 1933–                                       | 6 de abril de 1972                                     | Fevereiro de 1978                           | Frente do Sul                               |
|                                                             | 2                                           | Joseph Lagu                                 |                                             | 1931–                                       | Fevereiro de 1978                                      | 12 de julho de 1979                         | SANU                                        |
|                                                             | 3                                           | Peter Gatkuoth                              |                                             | ?–2010                                      | 12 de julho de 1979                                    | 30 de maio de 1980                          |                                             |
|                                                             | (1)                                         | Abel Alier                                  |                                             | 1933–                                       | 30 de maio de 1980                                     | 5 de outubro de 1981                        | Frente do Sul                               |
|                                                             | 4                                           | Gismalla Abdalla Rassas                     |                                             |                                             | 5 de outubro de 1981                                   | 23 de junho de 1982                         | MLSS                                        |
|                                                             | 5                                           | Joseph James Tombura                        |                                             | ?–c. 1983–1996                              | 23 de junho de 1982                                    | 5 de junho de 1983                          | SANU                                        |
| Autonomia abolida (5 de junho de 1983 – 9 de julho de 2005) |                                             |                                             |                                             |                                             |                                                        |                                             |                                             |
| Região Autônoma do Sul do Sudão (2005–2011)                 |                                             |                                             |                                             |                                             |                                                        |                                             |                                             |
| Presidentes do Governo                                      |                                             |                                             |                                             |                                             |                                                        |                                             |                                             |
|                                                             | 6                                           | John Garang                                 |                                             | 1945–2005                                   | 9 de julho de 2005                                     | 30 de julho de 2005                         | MPLS                                        |
|                                                             | 7                                           | Salva Kiir Mayardit                         |                                             | 1951–                                       | 11 de agosto de 2005 Atuando desde 30 de julho de 2005 | 9 de julho de 2011                          | MPLS                                        |
| República do Sudão do Sul (2011–presente)                   |                                             |                                             |                                             |                                             |                                                        |                                             |                                             |
| Presidente                                                  |                                             |                                             |                                             |                                             |                                                        |                                             |                                             |
|                                                             | (7)                                         | Salva Kiir Mayardit                         |                                             | 1951–                                       | 9 de julho de 2011                                     | Incumbente                                  | MPLS                                        |

## Última eleição
| Candidato            | Partido | Votos     | %     |
| -------------------- | ------- | --------- | ----- |
| Salva Kiir Mayardit  | MPLS    | 2.616.613 | 92,99 |
| Lam Akol             | MPLS-DC | 197.217   | 7,01  |
| Total de votos       |         | 2.813.830 | 100   |
| Fonte: Sudan Tribune |         |           |       |